# Hermann Gruson

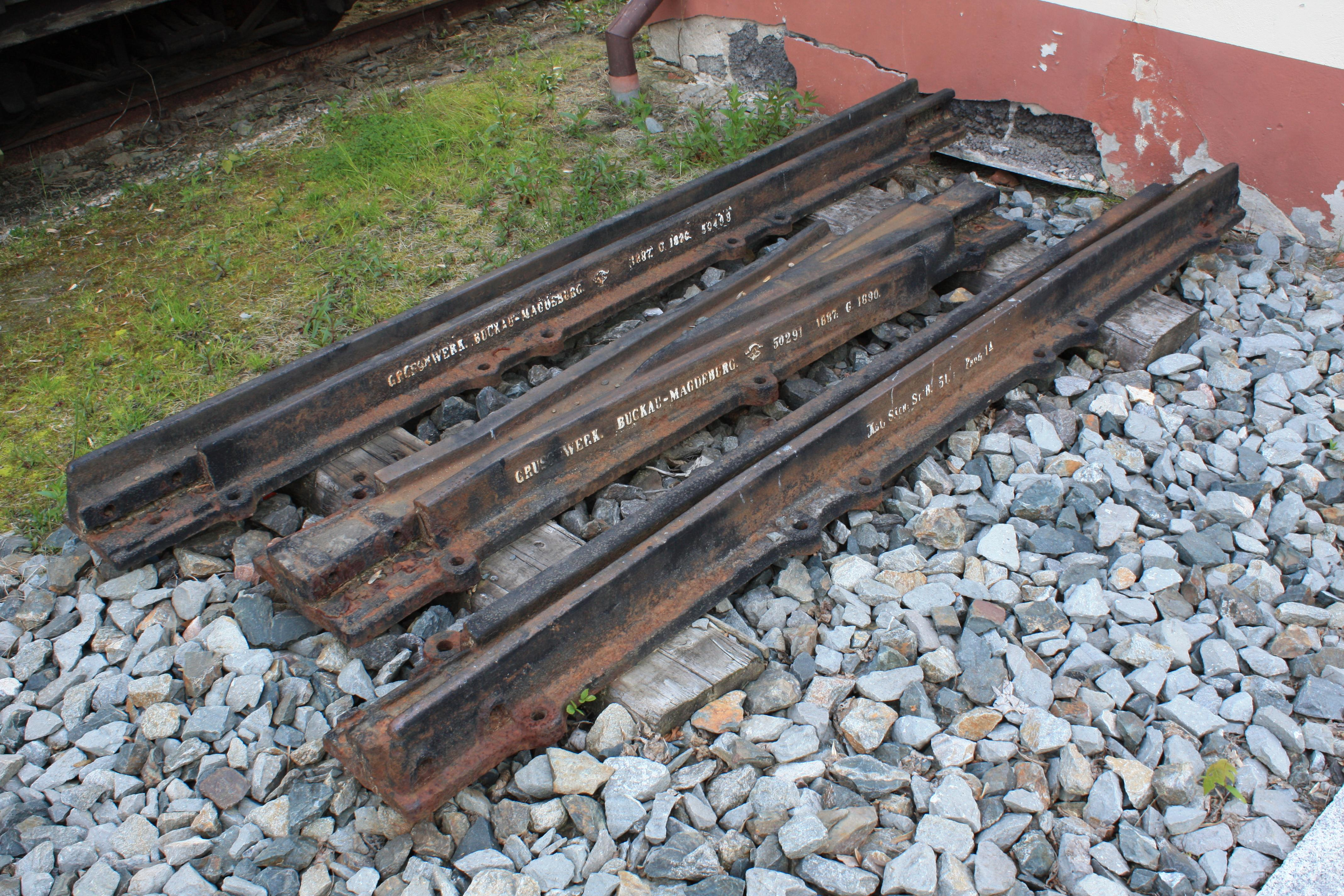
Szyny kolejowe z Grusonwerk 1882–1887

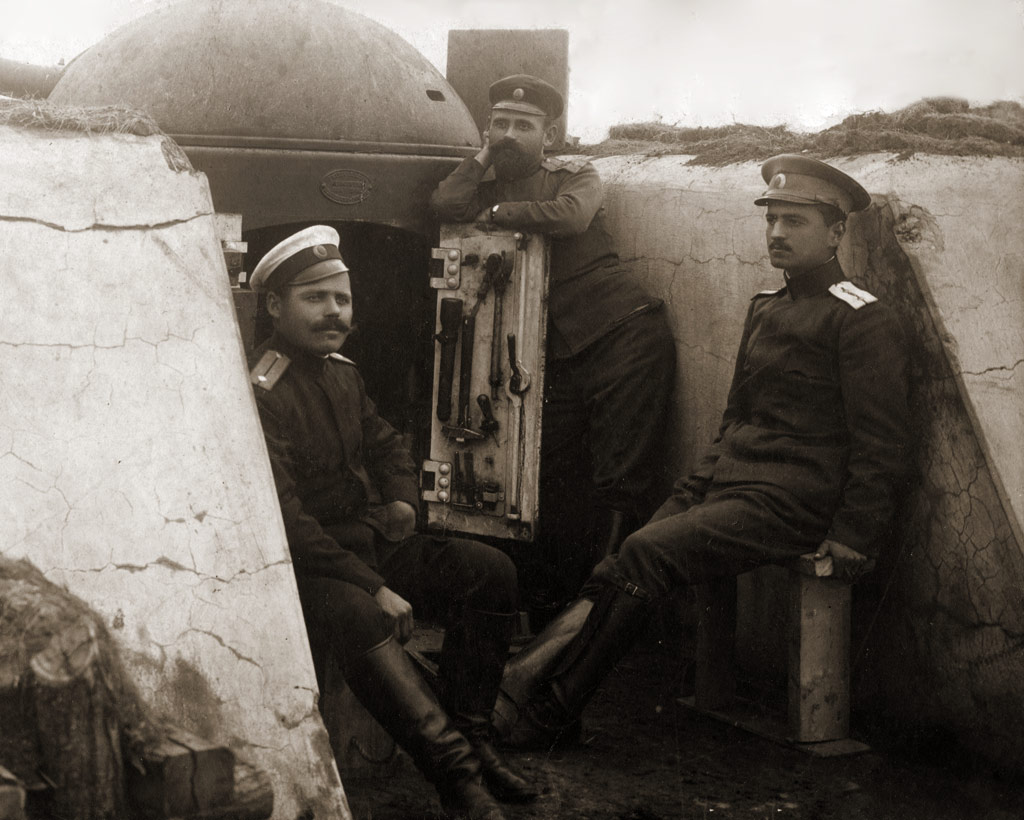
Wieżyczka z Grusonwerk w czasie I wojny światowej (Bułgaria)

Hermann Jacques August Gruson (ur. 13 marca 1821 w Magdeburgu, zm. 31 stycznia 1895 tamże) – niemiecki inżynier-mechanik, wynalazca, przedsiębiorca, założyciel Grusonwerk, jeden ze współtwórców Verein Deutscher Ingenieure.

## Życiorys

### Dzieciństwo i młodość
Pochodził z rodziny hugenotów, emigrantów z Fleurbaix; był synem Caroline i Louisa Abrahama Grusona – oberleutnanta w Magdeburskiej Cytadeli, naczelnego inżyniera budowy linii kolejowej Magdeburg-Leipzig Railway (1838–1840). W Magdeburgu uczęszczał do gimnazjum i szkoły biznesu, którą ukończył w 1839 roku. Po odbyciu rocznej służby wojskowej pracował jako mechanik w Berlinie, w Borsigwerke (1840–1845) i uczęszczał do Uniwersytetu w Berlinie, gdzie matematykę wykładał jego stryj – Johann Philipp Gruson. Studiował chemię, fizykę, budowę maszyn parowych, statykę i dynamikę.

### Praca zawodowa
Przez kolejne 6 lat pracował jako mechanik na kolei Berlin-Hamburg. W 1855 r. zbudował na wydzierżawionej ziemi małą stocznię z odlewnią żelaza i fabryką maszyn, której rozwój był jednak utrudniony przez kryzys gospodarczy. Koncentrując wysiłek na problemach odlewni opracował technikę otrzymywania odlewów, polegającą na mieszaniu różnych rodzajów surówki, uzyskując stop o wysokiej wytrzymałości, który mógł zastąpić stosowane wcześniej kute elementy z żelaza lub stali. Zastosował również z powodzeniem nowe techniki hartowania i odpuszczania wyrobów, które znalazły zastosowanie w kolejnictwie. Odkrycia uratowały firmę od bankructwa; znalazły później zastosowanie przy produkcji płyt przeciwpancernych i granatów. W połowie lat 60. XIX w. zakład zatrudniał już ok. 250 pracowników, a w latach 1869–1872 Gruson wybudował nowy, większy zakład w Magdeburg-Halberstadt.
Okazało się, że jego wyroby doskonale nadają się np. do wyrobu wieżyczek pojazdów pancernych. W zakresie dotyczącym sposobów mocowania wieżyczek współpracował od 1882 r. z Maximilianem Schumannem. Wspólnie opracowali system zastosowany w fortyfikacjach śródlądowych (wyprzedzający francuskie konstrukcje majora Mougin), który został wypróbowany w ogniu w Bułgarii i Rumunii (Bukareszt, 1885).
W kolejnych latach w Grusonwerk produkowano również pistolety małego i średniego kalibru oraz urządzenia dla celów pokojowych, np. dla zakładów przetwórczych rud, cementowni, żwirowni, walcowni metali.
W roku 1886 przedsiębiorstwo Grusons utworzyła spółkę akcyjną z przedsiębiorstwem Friedricha Kruppa, założonym w roku 1811 r., a w 1893 r. Grusons został włączony do przedsiębiorstwa Kruppa na podstawie umowy o leasingu operacyjnym.

## Udział w tworzeniu VDI
Hermann Gruson był jedną z osób jednoznacznie popierających koncepcję utworzenia Stowarzyszenia Inżynierów Niemieckich – Verein Deutscher Ingenieure; o jego liście do organizatorów z dnia 12 kwietnia 1856 (miesiąc przez spotkaniem założycielskim) pamiętają kronikarze VDI. W latach 1863–1865 był członkiem zarządu VDI, a w 1894 r. otrzymał najwyższą nagrodę VDI – Grashoff Medal.

## Zainteresowania botaniczne
Gruson był kaktofilem, właścicielem największej kolekcji kaktusów w XIX-wiecznej Europie. Wybudował słynne szklarnie (Gruson-Gewächshäuser), które po jego śmierci, zgodnie z jego wolą, zostały przekazane na własność miasta Magdeburga wraz z całą kolekcją kaktusów. Na cześć Hermanna Grusona nazwano kilka taksonów sukulentów, m.in. Echinocactus grusonii, Mammillaria grusonii, Kroenleinia grusonii.

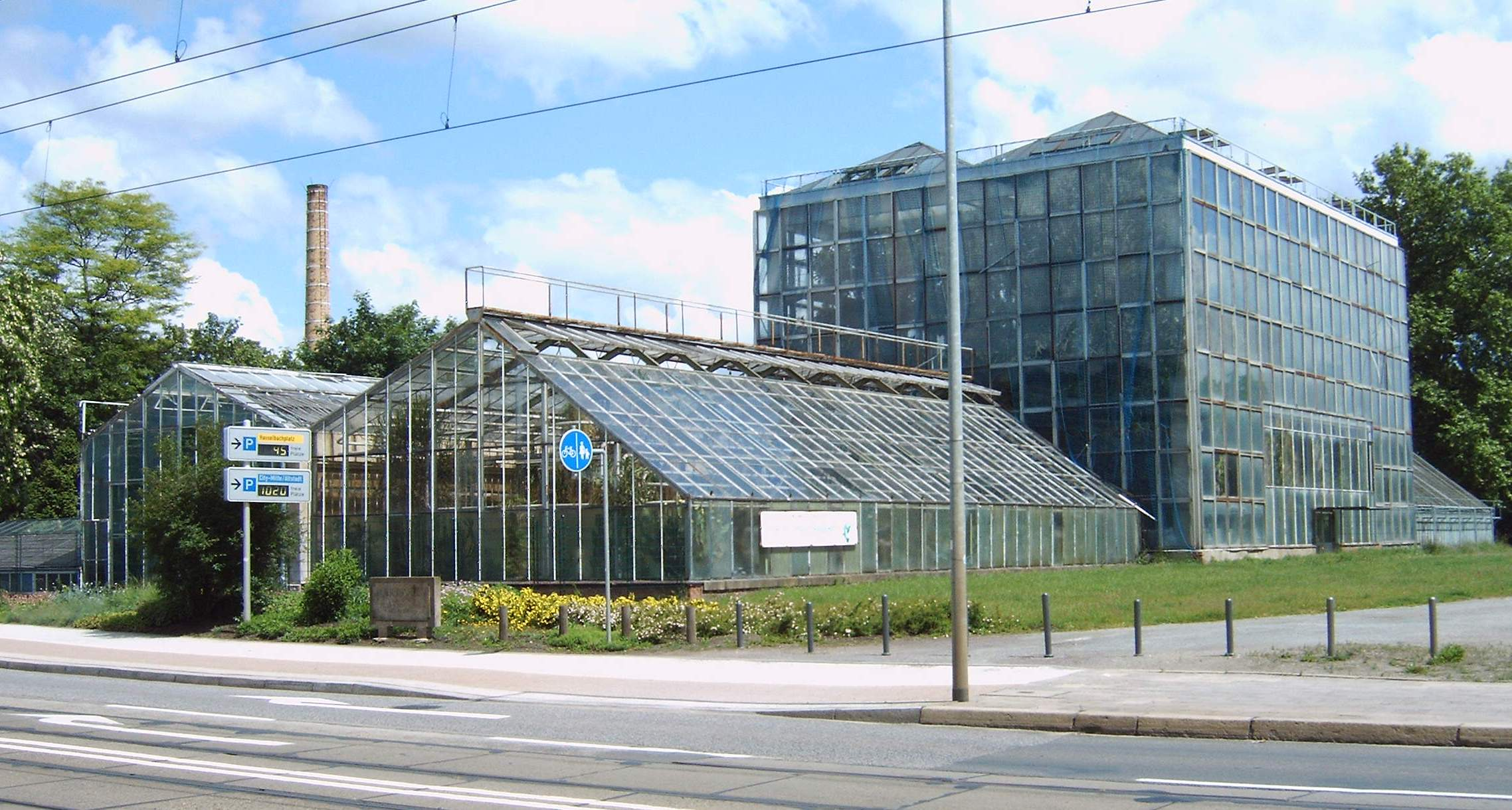
Szklarnie Grusona w Magdeburgu
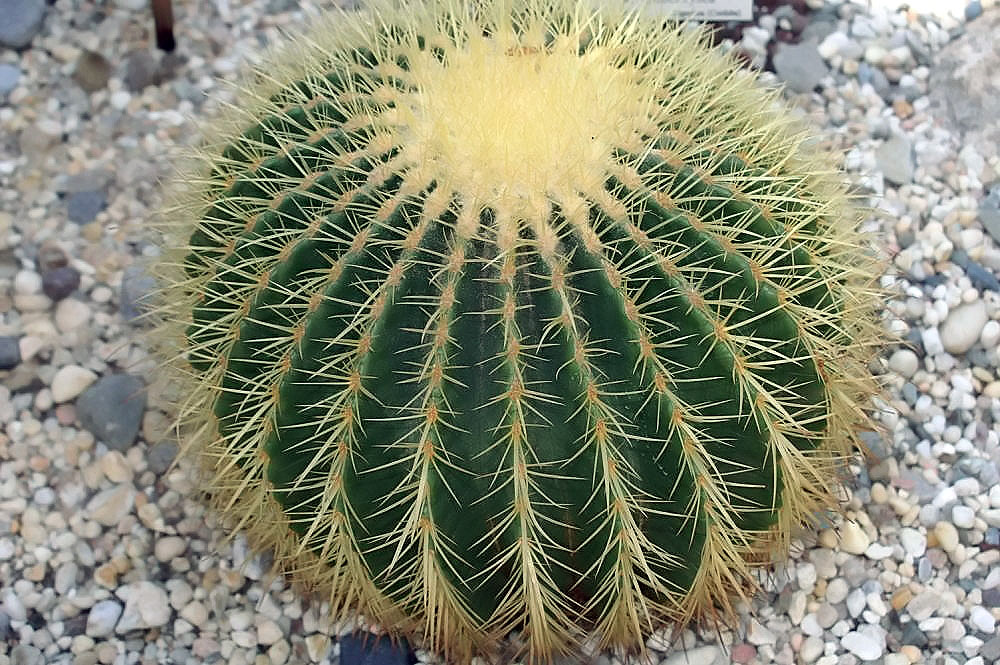
Echinocactus grusonii
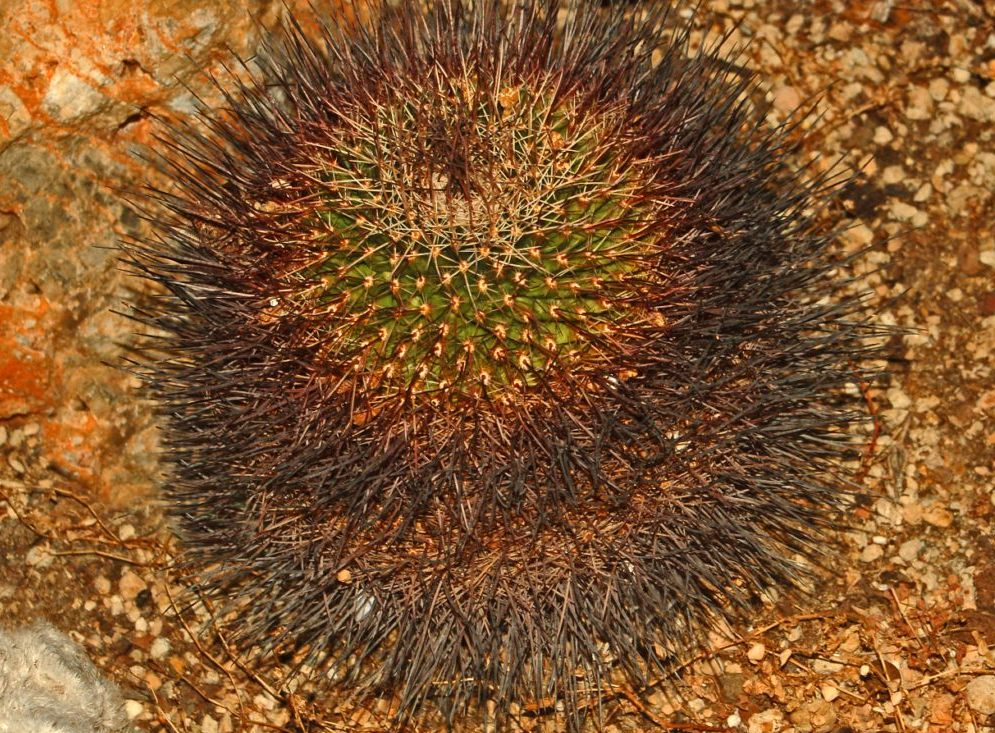
Mammillaria grusonii